# Lijst van onroerend erfgoed in Meise
Een overzicht van het onroerend erfgoed in de gemeente Meise. Het onroerend erfgoed maakt deel uit van het cultureel erfgoed in België.

## Bouwkundig erfgoed
| Object                                                           | Erfgoedstatus?              | Bouwjaar of architect                  | Deelgemeente              | Adres                                           | Coördinaten                   | Nummer? | Afbeelding                                                       |
| ---------------------------------------------------------------- | --------------------------- | -------------------------------------- | ------------------------- | ----------------------------------------------- | ----------------------------- | ------- | ---------------------------------------------------------------- |
| Dorpswoning                                                      |                             |                                        | Meise                     | de Beauffortstraat 1                            | 50° 56' 4" NB, 4° 19' 40" OL  | 40146   | Dorpswoning                                                      |
| Watermolen De Waet of Meysemolen                                 |                             |                                        | Meise                     | Sint-Annastraat 33                              | 50° 55' 52" NB, 4° 20' 32" OL | 40150   | Watermolen De Waet of Meysemolen                                 |
| Hoeve Drijtorenhof                                               |                             |                                        | Meise                     | Kon. Kasteeldreef 1                             | 50° 56' 3" NB, 4° 19' 58" OL  | 40151   | Hoeve Drijtorenhof                                               |
| Parochiekerk Sint-Martinus                                       | Monument                    |                                        | Meise                     | Brusselsesteenweg 1                             | 50° 56' 2" NB, 4° 19' 40" OL  | 40152   | Parochiekerk Sint-Martinus                                       |
| Eclectische eenheidbebouwing                                     |                             |                                        | Meise                     | Brusselsesteenweg 11-17                         | 50° 56' 2" NB, 4° 19' 43" OL  | 40153   | Eclectische eenheidbebouwing                                     |
| Dorpswoningen                                                    |                             |                                        | Meise                     | Brusselsesteenweg 25-31                         | 50° 56' 3" NB, 4° 19' 43" OL  | 40154   | Dorpswoningen                                                    |
| Dorpswoningen                                                    |                             |                                        | Meise                     | Brusselsesteenweg 37-41                         | 50° 56' 4" NB, 4° 19' 40" OL  | 40157   | Dorpswoningen                                                    |
| Pastorie Sint-Martinusparochie met tuin                          | Monument                    |                                        | Meise                     | Brusselsesteenweg 44                            | 50° 56' 2" NB, 4° 19' 36" OL  | 40159   | Pastorie Sint-Martinusparochie met tuin                          |
| Woonhuis Den Beiaard                                             |                             |                                        | Meise                     | Brusselsesteenweg 48                            | 50° 56' 3" NB, 4° 19' 37" OL  | 40160   | Woonhuis Den Beiaard                                             |
| Gemeentehuis met school                                          | dorpsgezicht                |                                        | Meise                     | Brusselsesteenweg 64                            | 50° 56' 6" NB, 4° 19' 35" OL  | 40161   | Gemeentehuis met school                                          |
| Langgestrekte hoeve                                              | dorpsgezicht                |                                        | Meise                     | Brusselsesteenweg 73                            | 50° 56' 7" NB, 4° 19' 36" OL  | 40162   | Langgestrekte hoeve                                              |
| Boerenburgerhuis Haeck                                           | dorpsgezicht                |                                        | Meise                     | Brusselsesteenweg 68                            | 50° 56' 6" NB, 4° 19' 32" OL  | 40163   | Boerenburgerhuis Haeck                                           |
| Hoeve Haeck                                                      | dorpsgezicht                |                                        | Meise                     | Brusselsesteenweg 70                            | 50° 56' 8" NB, 4° 19' 33" OL  | 40164   | Hoeve Haeck                                                      |
| Dorpswoningen                                                    | dorpsgezicht                |                                        | Meise                     | Brusselsesteenweg 72, 74A                       | 50° 56' 8" NB, 4° 19' 32" OL  | 40165   | Dorpswoningen                                                    |
| Dorpswoning                                                      | dorpsgezicht                |                                        | Meise                     | Brusselsesteenweg 83                            | 50° 56' 9" NB, 4° 19' 35" OL  | 40166   | Dorpswoning                                                      |
| Kasteel van Bouchout                                             | cultuurhistorisch landschap |                                        | Meise                     | Nieuwelaan 38                                   | 50° 55' 41" NB, 4° 19' 44" OL | 40170   | Kasteel van Bouchout                                             |
| Sint-Eligiuskapel                                                | Monument                    |                                        | Meise                     | Hasseltbergstraat                               | 50° 56' 34" NB, 4° 19' 14" OL | 40171   | Sint-Eligiuskapel                                                |
| Kasteel Ter Hasselt                                              |                             |                                        | Meise                     | Nieuwelaan 65-67                                | 50° 56' 42" NB, 4° 19' 13" OL | 40172   | Kasteel Ter Hasselt                                              |
| Parochiekerk Sint-Brixius                                        | Monument                    |                                        | Meise (Sint-Brixius-Rode) | 's Herenweg                                     | 50° 57' 23" NB, 4° 19' 38" OL | 40173   | Parochiekerk Sint-Brixius                                        |
| Hof ten Rode of Hof te Steenbrugge                               |                             |                                        | Meise (Sint-Brixius-Rode) | Potaardestraat 2                                | 50° 57' 38" NB, 4° 19' 59" OL | 40177   | Hof ten Rode of Hof te Steenbrugge                               |
| Kapel Onze-Lieve-Vrouw-Geboorte                                  | Monument                    |                                        | Meise (Amelgem)           | Amelgemstraat                                   | 50° 55' 36" NB, 4° 18' 45" OL | 40178   | Kapel Onze-Lieve-Vrouw-Geboorte                                  |
| Hoeve Groot Amelgem                                              | Monument                    |                                        | Meise (Amelgem)           | Amelgemstraat 5                                 | 50° 55' 35" NB, 4° 18' 33" OL | 40179   | Hoeve Groot Amelgem                                              |
| Hoeve Klein Amelgem                                              | Monument                    |                                        | Meise (Amelgem)           | Amelgemstraat 7                                 | 50° 55' 31" NB, 4° 18' 23" OL | 40180   | Hoeve Klein Amelgem                                              |
| Parochiekerk Sint-Stephanus                                      | Monument                    |                                        | Meise (Oppem)             | Oppemkerkstraat 1                               | 50° 56' 19" NB, 4° 18' 22" OL | 40181   | Parochiekerk Sint-Stephanus                                      |
| Kapel Onze-Lieve-Vrouw van Lorette met treurwilg                 |                             |                                        | Meise (Oppem)             | Kardinaal Sterckxlaan                           | 50° 56' 23" NB, 4° 18' 38" OL | 40182   | Kapel Onze-Lieve-Vrouw van Lorette met treurwilg                 |
| Hoeve Sterckxhof                                                 |                             |                                        | Meise (Oppem)             | Pastoriestraat 4-6, Kardinaal Sterckxlaan 17-19 | 50° 56' 20" NB, 4° 18' 24" OL | 40183   | Hoeve Sterckxhof                                                 |
| Hoeve Hof ten Steene                                             | Monument                    |                                        | Meise (Oppem)             | Oppemstraat 153-161                             | 50° 56' 23" NB, 4° 18' 16" OL | 40184   | Hoeve Hof ten Steene                                             |
| Pastorie Sint-Stephanusparochie                                  | Monument                    |                                        | Meise (Oppem)             | Processieweg 1                                  | 50° 56' 17" NB, 4° 18' 20" OL | 40187   | Pastorie Sint-Stephanusparochie                                  |
| Hoeve                                                            |                             |                                        | Meise (Oppem)             | Processieweg 21                                 | 50° 56' 17" NB, 4° 18' 13" OL | 40188   | Hoeve                                                            |
| Parochiekerk Sint-Laurentius en Sint-Gorik met omringend kerkhof | Monument                    |                                        | Wolvertem                 | Gemeenteplein 24                                | 50° 57' 3" NB, 4° 18' 29" OL  | 40189   | Parochiekerk Sint-Laurentius en Sint-Gorik met omringend kerkhof |
| Hoeve met losse bestanddelen                                     |                             |                                        | Wolvertem                 | Driesstraat 120                                 | 50° 57' 25" NB, 4° 18' 20" OL | 40191   | Hoeve met losse bestanddelen                                     |
| Afspanning Sint-Maerten                                          |                             |                                        | Wolvertem                 | Gemeenteplein 5                                 | 50° 57' 1" NB, 4° 18' 31" OL  | 40192   | Afspanning Sint-Maerten                                          |
| Pastorie van de Sint-Laurentiusparochie, later Godshuis          |                             |                                        | Wolvertem                 | Godshuisstraat 33                               | 50° 57' 14" NB, 4° 18' 26" OL | 40193   | Pastorie van de Sint-Laurentiusparochie, later Godshuis          |
| Boerenhuizen                                                     |                             |                                        | Wolvertem                 | Mottestraat 14-18                               | 50° 57' 6" NB, 4° 18' 25" OL  | 40195   | Boerenhuizen                                                     |
| Bieshochthoeve of 't Hof De Biesthoek                            |                             |                                        | Wolvertem                 | Brussegemsesteenweg 25                          | 50° 56' 52" NB, 4° 17' 51" OL | 40197   | Bieshochthoeve of 't Hof De Biesthoek                            |
| Burgerhuis                                                       |                             |                                        | Wolvertem                 | Merchtemsesteenweg 17-19                        | 50° 57' 4" NB, 4° 18' 29" OL  | 40198   | Burgerhuis                                                       |
| Dorpswoning met oude kern                                        |                             |                                        | Wolvertem                 | Merchtemsesteenweg 21                           | 50° 57' 4" NB, 4° 18' 29" OL  | 40199   | Dorpswoning met oude kern                                        |
| Boerenwoning                                                     |                             |                                        | Wolvertem                 | Merchtemsesteenweg 26                           | 50° 57' 3" NB, 4° 18' 26" OL  | 40200   | Boerenwoning                                                     |
| Hoeve Molenhof                                                   |                             |                                        | Wolvertem                 | Merchtemsesteenweg 172                          | 50° 57' 6" NB, 4° 17' 33" OL  | 40201   | Hoeve Molenhof                                                   |
| Parochiekerk Sint-Kwinten                                        |                             |                                        | Wolvertem (Imde)          | Barbierstraat                                   | 50° 58' 26" NB, 4° 18' 22" OL | 40202   | Parochiekerk Sint-Kwinten                                        |
| Kapel Onze-Lieve-Vrouw Behoudenis der Kranken                    | Monument                    |                                        | Wolvertem (Imde)          | Dreef                                           | 50° 58' 34" NB, 4° 18' 52" OL | 40203   | Kapel Onze-Lieve-Vrouw Behoudenis der Kranken                    |
| Kasteel van Imde en dienstgebouwen                               |                             |                                        | Wolvertem (Imde)          | Dreef 2                                         | 50° 58' 8" NB, 4° 18' 25" OL  | 40204   | Kasteel van Imde en dienstgebouwen                               |
| Boerenwoning met vrijstaande schuur                              |                             |                                        | Wolvertem (Imde)          | Beekstraat 27                                   | 50° 58' 29" NB, 4° 18' 32" OL | 40208   | Boerenwoning met vrijstaande schuur                              |
| Neotraditionele hoeve                                            |                             |                                        | Wolvertem (Imde)          | Drijpikkelstraat 1-3                            | 50° 58' 20" NB, 4° 18' 44" OL | 40209   | Neotraditionele hoeve                                            |
| Langsschuur                                                      |                             |                                        | Wolvertem (Imde)          | Drijpikkelstraat 9-11                           | 50° 58' 22" NB, 4° 18' 38" OL | 40210   | Langsschuur                                                      |
| Landhuis Impdehof met park                                       |                             |                                        | Wolvertem (Imde)          | Drijpikkelstraat 25-27, 27A                     | 50° 58' 23" NB, 4° 18' 31" OL | 40211   | Landhuis Impdehof met park                                       |
| Boerenhuis                                                       |                             |                                        | Wolvertem (Imde)          | Steenhuffelstraat 2                             | 50° 58' 24" NB, 4° 18' 19" OL | 40212   | Boerenhuis                                                       |
| Langgestrekte hoeve                                              |                             |                                        | Wolvertem (Imde)          | Steenhuffelstraat 8                             | 50° 58' 26" NB, 4° 18' 18" OL | 40213   | Langgestrekte hoeve                                              |
| Parochiekerk Onze-Lieve-Vrouw Boodschap                          | orgel (monument)            |                                        | Wolvertem (Meuzegem)      | Meusegemstraat 70                               | 50° 57' 28" NB, 4° 17' 14" OL | 40214   | Parochiekerk Onze-Lieve-Vrouw Boodschap                          |
| Pastorie van Onze-Lieve-Vrouw-Boodschapparochie                  | Monument                    | 1733                                   | Wolvertem (Meuzegem)      | Meusegemstraat 84                               | 50° 57' 32" NB, 4° 17' 11" OL | 40215   | Pastorie van Onze-Lieve-Vrouw-Boodschapparochie                  |
| Gesloten hoeve Onze-Lieve-Vrouwehof                              |                             |                                        | Wolvertem (Meuzegem)      | Lovegemstraat 8                                 | 50° 57' 22" NB, 4° 17' 4" OL  | 40216   | Gesloten hoeve Onze-Lieve-Vrouwehof                              |
| Parochiekerk Sint-Medarus en Gildardus                           | Monument orgel (monument)   |                                        | Wolvertem (Rossem)        | Rossemdorp                                      | 50° 58' 25" NB, 4° 16' 47" OL | 40218   | Parochiekerk Sint-Medarus en Gildardus                           |
| Pastorie Sint-Medarus en -Gildardusparochie                      | dorpsgezicht                |                                        | Wolvertem (Rossem)        | Rossemdorp 34                                   | 50° 58' 27" NB, 4° 16' 51" OL | 40220   | Pastorie Sint-Medarus en -Gildardusparochie                      |
| Parochiekerk Onze-Lieve-Vrouw-Rozekrans                          |                             |                                        | Wolvertem (Westrode)      | Jan Hammeneckerstraat                           | 50° 59' 32" NB, 4° 19' 25" OL | 40224   | Parochiekerk Onze-Lieve-Vrouw-Rozekrans                          |
| Langgestrekte hoeve                                              |                             |                                        | Wolvertem (Westrode)      | Jan Hammeneckerstraat 2                         | 50° 59' 13" NB, 4° 19' 18" OL | 40225   | Langgestrekte hoeve                                              |
| Boerenwoning                                                     |                             |                                        | Wolvertem (Westrode)      | Jan Hammeneckerstraat 51                        | 50° 59' 28" NB, 4° 19' 28" OL | 40229   | Boerenwoning                                                     |
| Boerenhuis                                                       |                             |                                        | Wolvertem (Westrode)      | Jan Hammeneckerstraat 47                        | 50° 59' 28" NB, 4° 19' 29" OL | 40230   | Boerenhuis                                                       |
| Pastorie Onze-Lieve-Vrouw-Rozenkransparochie                     |                             |                                        | Wolvertem (Westrode)      | Jan Hammeneckerstraat 67                        | 50° 59' 31" NB, 4° 19' 25" OL | 40231   | Pastorie Onze-Lieve-Vrouw-Rozenkransparochie                     |
| Gemeenteschool met onderwijzerswoning van 1872                   |                             |                                        | Wolvertem (Westrode)      | Jan Hammeeckerstraat 1, Patatestraat 59         | 50° 59' 12" NB, 4° 19' 20" OL | 40233   | Gemeenteschool met onderwijzerswoning van 1872                   |
| Woning Marcel Wittman                                            | Monument                    | 1961 Albert Bontridder, Jacques Dupuis | Meise                     | Bruinborrelaan 27                               | 50° 56' 18" NB, 4° 20' 39" OL | 57901   | Woning Marcel Wittman                                            |
| Pastorie Sint-Kwintenparochie                                    |                             | 1807                                   | Meise (Imde)              | Steenhuffelstraat 1                             | 50° 58' 27" NB, 4° 18' 20" OL | 76320   | Pastorie Sint-Kwintenparochie                                    |
| Gemeentehuis van Wolvertem                                       |                             |                                        | Wolvertem                 | Gemeenteplein 21                                | 50° 57' 3" NB, 4° 18' 31" OL  | 83771   | Gemeentehuis van Wolvertem                                       |
| Tramstation buurtlijn Grimbergen-Meise-Londerzeel                | Monument                    |                                        | Wolvertem                 | Tramlaan 2                                      |                               | 200143  | Tramstation buurtlijn Grimbergen-Meise-Londerzeel                |
| Architectenwoning Fernand Brunfaut                               | Monument                    | Maxime Brunfaut, Fernand Brunfaut      | Meise                     | Nieuwelaan 152                                  |                               | 201212  | Architectenwoning Fernand Brunfaut                               |
| Oorlogsmonument Eerste Wereldoorlog                              |                             |                                        | Wolvertem                 | Kouterbaan                                      |                               | 216457  | Oorlogsmonument Eerste Wereldoorlog                              |
| Kasteelhoeve van Imde                                            |                             |                                        | Meise (Imde)              | Dreef 1                                         |                               | 306460  | Kasteelhoeve van Imde                                            |

### Bouwkundige gehelen
| Object                  | Erfgoedstatus? | Bouwjaar of architect | Deelgemeente | Adres                                 | Coördinaten | Nummer? | Afbeelding              |
| ----------------------- | -------------- | --------------------- | ------------ | ------------------------------------- | ----------- | ------- | ----------------------- |
| Hoeve Haeck en omgeving | Dorpsgezicht   |                       |              | Brusselsesteenweg, Onze Lieve Heerweg |             | 302485  | Hoeve Haeck en omgeving |